# 이서연 (가수)
이서연(2000년 1월 22일 ~ )은 대한민국의 가수로, 걸그룹 fromis_9의 멤버였었다.

## 생애
서울에서 출생한 그녀는 YG 엔터테인먼트에서 오랫동안 연습생으로 있었으나, 데뷔하지 못하고 퇴사했다. 2017년 7월, 엠넷에서 주관한 서바이벌 프로그램 아이돌학교에 출연하여 끝끝내 톱 후보군에 입상, fromis_9에 정식 합류했으며 2018년 1월 24일 가수로 데뷔하였다.

## 학력
- 서울장곡초등학교 (졸업)
- 성산중학교 (졸업)
- 서울공연예술고등학교 (중퇴)